# Confitarma
La Confederazione Italiana Armatori, conosciuta anche come Confitarma, è l'associazione di categoria dell'industria italiana della navigazione aderente a Confindustria e raggruppa le imprese di navigazione e gruppi armatoriali italiani presenti nel settore del trasporto merci e passeggeri, delle crociere e dei servizi ausiliari del traffico.

## Storia
Fondata nel 1901 col nome di Federazione Armatori Italiani - presidente Federico Vaccaro -, nel corso del tempo ha cambiato più volte ragione sociale, e ha vissuto un periodo turbolento dopo il 1960, quando gli armatori italiani si divisero prima in due, poi in tre associazioni di categoria. Soltanto nel 1976 si giunse alla riunificazione con l'Associazione Armatori Liberi di Genova presieduta da Glauco Lolli Ghetti e l'Associazione Armatori Meridionali di Napoli. Giuseppe Perasso diviene il direttore generale ed Ermanno Guani presidente. 
Nel 2018 il panorama associativo si è nuovamente frammentato con la nascita di Assarmatori. Uno dei principali motivi di contrasto tra le due associazioni ha riguardato le modalità di estensione di benefici fiscali agli armatori comunitari operanti in Italia

## Dirigenti
Questi i suoi dirigenti a partire dal 1976. 
- Presidenti: Ermanno Guani (1976-1980), il diplomatico Egidio Ortona (1980-1988), l'armatore Antonio d'Amico (1988-1992), l'armatore Aldo Grimaldi (1992-1996), l'armatore Paolo Clerici (1996-2000),l'armatore Giovanni Montanari (2000-2004) il fiscalista internazionale Nicola Coccia (2004-2011), l'armatore Paolo d'Amico (2011-2013).[3]. l'armatore Emanuele Grimaldi (2013- 2017), Mario Mattioli[4] (2017- 2023)

- Direttori generali: Giuseppe Perasso (1976-1998), Luigi Perissich (1998-2003), Gennaro Fiore (2003-2017), Luca Sisto (2018-in carica)

## Attività
Ha tra i suoi obiettivi quello di promuovere lo sviluppo della marina mercantile italiana, curando l'assistenza e la tutela degli interessi di tutte le imprese associate, rappresentandole di fronte alle autorità politiche, amministrative ed a qualsiasi organismo pubblico o privato di natura nazionale ed internazionale, stipulando accordi in ambito sindacale ed economico, nonché contratti collettivi di lavoro; rappresentando e tutelando i soci in questioni sindacali ed economiche di interesse generale e particolare; fornendo informazione e consulenza agli associati.
È firmataria per la parte datoriale (assieme ad Assarmatori, Assorimorchiatori e Federarmatori) del CCNL per il settore marittimo, stipulato con FILT-CGIL, FIT-CISL e UIL Trasporti.

## Soggetti rappresentati
Riunisce oltre 230 tra gruppi armatoriali, società di navigazione, imprese ed enti per un totale di 24.000 addetti (oltre 49.000, se si comprendono i comparti dell'indotto) e oltre 1.000 navi, pari al 94% del tonnellaggio della flotta mercantile italiana (il restante 5,5% appartiene a Tirrenia e lo 0,1% alle Ferrovie dello Stato).
Aderisce inoltre alla Confindustria ed a Federtrasporto. A livello internazionale è parte dell'organizzazione europea degli armatori ECSA e dell'International Chamber of Shipping.